# Веслування на байдарках і каное на літніх Олімпійських іграх 2016 — байдарки-двійки, 500 метрів (жінки)
Змагання з веслування на байдарках-двійках на дистанції 500 м серед жінок на літніх Олімпійських іграх 2016 пройшли 15-16 серпня на озері Родріго-де-Фрейташ.

## Порядок проведення
Змагання включали кваліфікаційні запливи, півфінали та фінал. Переможниці кваліфікаційних запливів виходили у фінал «А», решта учасниць змагалися у півфіналах. Дві команди з кожного півфіналу, що показали найкращі результати, а також п'ята команда півфіналів з найкращим результатом після них виходили у фінал «А», де змагалися з переможницями кваліфікаційних запливів. Решта півфіналісток змагалися у фіналі «Б».

## Розклад
Хронологія за бразильським часом (UTC−3)
| Дата                 | Час       | Етап                  |
| -------------------- | --------- | --------------------- |
| 15 серпня, понеділок | 8:24 9:46 | Кваліфікація Півфінал |
| 16 серпня, вівторок  | 8:16      | Фінал                 |

## Результати

### Попередні запливи
Перші човни проходять одразу у фінал A, а решту беруть участь у півфіналах. 

#### Заплив 1
| Місце | Спортсменки                    | Країна                | Час      | Примітки |
| ----- | ------------------------------ | --------------------- | -------- | -------- |
| 1     | Габріелла Сабо Данута Козак    | Угорщина (HUN)        | 1:41.092 | FA       |
| 2     | Кароліна Ная Беата Міколайчик  | Польща (POL)          | 1:41.766 | SF       |
| 3     | Анастасія Ігорівна Інна Грищук | Україна (UKR)         | 1:43.967 | SF       |
| 4     | Надія Попок Марина Полторан    | Білорусь (BLR)        | 1:44.835 | SF       |
| 5     | Олена Анюшина Кіра Степанова   | Росія (RUS)           | 1:45.906 | SF       |
| 6     | Женев'єв Ортон Кетлін Фрейзер  | Канада (CAN)          | 1:46.148 | SF       |
| 7     | Алісса Булл Еліс Бернетт       | Австралія (AUS)       | 1:46.933 | SF       |
| 8     | Лані Белчер Анджела Ганна      | Велика Британія (GBR) | 1:53.948 | SF       |

#### Заплив 2
| Місце | Спортсменки                        | Країна          | Час      | Примітки |
| ----- | ---------------------------------- | --------------- | -------- | -------- |
| 1     | Франціска Вебер Тіна Дітце         | Німеччина (GER) | 1:42.184 | FA       |
| 2     | Жень Веньцзюнь Ма Цін              | Китай (CHN)     | 1:44.491 | SF       |
| 3     | Наталія Сергеєва Ірина Подойнікова | Казахстан (KAZ) | 1:45.369 | SF       |
| 4     | Амалі Томсен Іда Віллумсен         | Данія (DEN)     | 1:46.246 | SF       |
| 5     | Ніколіна Молдован Міліца Старовіч  | Сербія (SRB)    | 1:46.410 | SF       |
| 6     | Івонн Шурінг Ана Роксана Лехасі    | Австрія (AUT)   | 1:46.429 | SF       |
| 7     | Карін Юханссон Софія Палданіус     | Швеція (SWE)    | 1:46.456 | SF       |

### Півфінали
Три перші човни у кожному півфіналі виходять у фінал 'A'. Решта беруть участь у фіналі 'B'.

#### Заплив 1
| Місце | Спортсменки                       | Країна          | Час      | Примітки |
| ----- | --------------------------------- | --------------- | -------- | -------- |
| 1     | Надія Попок Марина Полторан       | Білорусь (BLR)  | 1:42.285 | FA       |
| 2     | Анастасія Ігорівна Інна Грищук    | Україна (UKR)   | 1:43.363 | FA       |
| 3     | Алісса Булл Еліс Бернетт          | Австралія (AUS) | 1:44.290 | FA       |
| 4     | Івонн Шурінг Ана Роксана Лехасі   | Австрія (AUT)   | 1:44.462 | FB       |
| 5     | Жень Веньцзюнь Ма Цін             | Китай (CHN)     | 1:44.780 | FB       |
| 6     | Ніколіна Молдован Міліца Старовіч | Сербія (SRB)    | 1:46.008 | FB       |

#### Заплив 2
| Місце | Спортсменки                        | Країна                | Час      | Примітки |
| ----- | ---------------------------------- | --------------------- | -------- | -------- |
| 1     | Кароліна Ная Беата Міколайчик      | Польща (POL)          | 1:41.684 | FA       |
| 2     | Олена Анюшина Кіра Степанова       | Росія (RUS)           | 1:42.439 | FA       |
| 3     | Наталія Сергеєва Ірина Подойнікова | Казахстан (KAZ)       | 1:43.577 | FA       |
| 4     | Карін Юханссон Софія Палданіус     | Швеція (SWE)          | 1:44.090 | FB       |
| 5     | Женев'єв Ортон Кетлін Фрейзер      | Канада (CAN)          | 1:45.351 | FB       |
| 6     | Амалі Томсен Іда Віллумсен         | Данія (DEN)           | 1:47.476 | FB       |
| 7     | Лані Белчер Анджела Ганна          | Велика Британія (GBR) | 1:49.285 | FB       |

### Фінали

#### Фінал B
| Місце | Спортсменки                       | Країна                | Час      |
| ----- | --------------------------------- | --------------------- | -------- |
| 1     | Карін Юханссон Софія Палданіус    | Швеція (SWE)          | 1:47.207 |
| 2     | Ніколіна Молдован Міліца Старовіч | Сербія (SRB)          | 1:48.146 |
| 3     | Івонн Шурінг Ана Роксана Лехасі   | Австрія (AUT)         | 1:48.834 |
| 4     | Амалі Томсен Іда Віллумсен        | Данія (DEN)           | 1:48.846 |
| 5     | Женев'єв Ортон Кетлін Фрейзер     | Канада (CAN)          | 1:49.389 |
| 6     | Жень Веньцзюнь Ма Цін             | Китай (CHN)           | 1:51.582 |
| 7     | Лані Белчер Анджела Ганна         | Велика Британія (GBR) | 1:54.193 |

#### Фінал A
| Місце | Спортсменки                        | Країна          | Час      |
| ----- | ---------------------------------- | --------------- | -------- |
| 1     | Габріелла Сабо Данута Козак        | Угорщина (HUN)  | 1:43.687 |
| 2     | Франціска Вебер Тіна Дітце         | Німеччина (GER) | 1:43.738 |
| 3     | Кароліна Ная Беата Міколайчик      | Польща (POL)    | 1:45.207 |
| 4     | Анастасія Тодорова Інна Грищук     | Україна (UKR)   | 1:45.868 |
| 5     | Олена Анюшина Кіра Степанова       | Росія (RUS)     | 1:46.319 |
| 6     | Надія Попок Марина Полторан        | Білорусь (BLR)  | 1:46.967 |
| 7     | Наталія Сергеєва Ірина Подойнікова | Казахстан (KAZ) | 1:48.361 |
| 8     | Алісса Булл Еліс Бернетт           | Австралія (AUS) | 1:51.915 |